# Hăghig
Hăghig (węg. Hídvég) – wieś w Rumunii, w okręgu Covasna, w gminie Hăghig. W 2011 roku liczyła 1793 mieszkańców.